# Bejeweled 3
Bejeweled 3 este un joc creat si publicat de Pop Cap Games. A fost făcut după Bejeweled, Bejeweled 2, Bejeweled Twist și Bejeweled Blitz. Modurile standard de joc sunt: clasic, zen, fulger și quest.